# エヴァンゲリオン ANIMA
『エヴァンゲリオン ANIMA』（エヴァンゲリオン あにま）はテレビアニメ『新世紀エヴァンゲリオン』を原作とし、電撃ホビーマガジンにて連載（連載開始：2008年1月号、連載終了：2013年4月号）の小説。執筆者は陰山琢磨→山下いくと（2009年9月号以降）。全5巻。

## 概要
tv版と同じくメカニックデザインを行う山下いくとが製作総指揮とイラストを、陰山琢磨（当初）が執筆を、キャラクターデザインをうたたねひろゆきが担当し、バンダイとの協力でフィギュアを中心に、「弐拾四話終了時からの分岐ストーリー」すなわち「人類補完計画が発動しなかった世界の3年後」を描いたSF小説。「劇場版以降に相当する時間」が描かれた作品であるが、あくまで分岐であり続編ではない。原作の設定と食い違う新たな設定も盛り込まれている。
2004年末に庵野秀明が山下に対し、『機動戦士ガンダム』シリーズのようにエヴァを多元化したいという構想を話し、オリジナルの企画を考えたことがあると答えた山下に、それをやっていいと許諾を与えたのが企画の始まりであった。国連・日本政府と和議しゼーレの量産機を倒した本編との分岐点を経て、人類補完計画の後始末と再発動の防止のために存続したNERV Japanと、そこに残った17歳になった3人のチルドレン、改造・強化を施された新型エヴァンゲリオンの活躍が描かれる。

## ストーリー
EVA弐号機がEVA量産機との戦いに敗れ、同機を中心とした補完計画の儀式が今まさに完成しようとしていたその時、シンジのEVA初号機F型装備が、NERV本部に侵攻していた戦略自衛隊などの勢力を全て撃退して現れた。シンジは量産機を全て破壊し尽くして補完計画を妨害するも、地下のリリスはゲンドウらを呑み込む形で謎の黒い結界を展開、NERV本部は主要施設や重要人物を失うという結末を迎えた。
その後、NERV本部は各国支部との連携が取れにくくなるものの、補完計画の再発防止・ゼーレの活動妨害のために量産機の鹵獲と解体、衛星軌道上にエヴァ零号機試製II式改・領域制圧機「0・0EVA」3機を配備するなどの後処理を進める。しかし、鹵獲した量産機のいくつかが行方不明になった、0・0EVAの配備に関して各国の承認を経なかったなどの件で疑義を抱かれ、ついにはNERV全体が新たな脅威として見られてしまう。それでも、ゼーレが壊滅した保証もない今、NERVが解体されるわけにはいかなかった。ミサトを初めとする旧NERV本部職員一同はその武力を背景にして世界各国と軋轢を重ねながらも、NERV本部を各国支部から切り離し、独立した組織 NERV Japan として新たに立ち上げる。
物語はその3年後、ゼーレの再侵攻は無いであろうと誰もが思っていたころから幕を開ける。

## 登場人物

### エヴァンゲリオンのパイロット
碇シンジ
第3新東京市立第壱高等学校に通う17歳の少年。学校では級長を務める。EVA初号機F型、後にスーパーエヴァンゲリオンのパイロット。三年前に比べて背が伸びている。伸ばした髪を後ろで束ねる。人間的に大きく成長し、エヴァチームの事実上のリーダーを務めている。
精神汚染を受け、突如として衛星軌道上から落下してきた0・0EVA（カトル機）と交戦中、同機のγ線レーザー砲で至近距離から撃たれ、死亡したかに思われたが、その肉体と魂は初号機と一体化し、S・エヴァへの進化をもたらした。肉体はサルベージされたものの、心臓がS・エヴァの中に取り込まれて内蔵されたため、彼の身体の中には心臓が存在しない。よって、厳密にはヒトとは言えない存在と化している。彼の魂はS・エヴァと常に繋がっており、第2の身体とも言える存在となっている。その影響か初期はシンジが動くとS・エヴァも動くと言うアクシデントもあった
惣流・アスカ・ラングレー
同じく第3新東京市立第壱高等学校に通う17歳の少女。EVA弐号機II式、後に弐号機II式・アレゴリカのパイロット。ゼーレとの決戦を生き延びたという経験は彼女の精神的なわだかまりやトラウマを浄化して自信を持たせ、再び明るく朗らかな性格となった。胸はミサトに突っ込まれるほど豊満になっている。シンジとの距離は3年前に比べて近づいているが、碇ゲンドウという精神的支柱を失ったレイに遠慮して、少し身を引いている部分がある。
綾波レイ
同じく第3新東京市立第壱高等学校に通う17歳の少女。EVA零号機F型のパイロット。テレビ本編における三人目のレイであり、他のクローンと比してNo.トロワとも呼ばれる（文章中では専らレイ・No.トロワと呼称）。3人のレイ・クローンたちとは精神的にリンクしており、意識を集中することで任意のクローン体の感覚情報などを読み取ることが出来る、NERV Japanの守りの要とも言える存在。
3年間の成長で碇ユイに似通った姿に育ってきており、シンジからは距離をおかれて接している。自分自身も、いずれ碇ユイそのものになるのではないかというありえない杞憂を抱いている。また、他のクローンたちと異なり個を確立できない自分への苦悩など、苦しむ姿が多く描写される。
レイ・No.カトル
綾波クローン体の一人。0・0EVA（カトル機）のパイロット。他の個体と識別するため髪は銀色に調整される。黒いプラグスーツを着用。
何らかの原因で精神汚染を受け、敵として0・0EVAごと地球に降下。初号機F型を大破させた後に姿を消す。再登場後は、人類補完計画を止めたシンジに憎悪をぶつけ、計画再開のために殺害を図る。シンジを殺害すると宣言しながら彼にキスをするなど、その不可解な行動にはシンジへの憎悪だけでは計り知れない物がある。彼女が精神汚染を受けて以降、他のクローン体にも、本来芽生えるはずの無い独自の人格が芽生えるという異常が出た。
レイ・No.サンク
綾波クローン体の一人。0・0EVA（サンク機）のパイロット。他の個体と識別するため髪を短くしている。
同時期に配備されたNo.カトルや、オリジナルであるNo.トロワを超える成長を見せ、No.ドゥ（＝テレビ版での「二人目の綾波」）を超える「綾波シリーズの完成体」として期待されていた。しかし、対アルマロス戦に赴くアスカの弐号機アレゴリカがロンギヌススフィアに閉じ込められそうになった際、身を挺して彼女を領域外に押し出し、自らは機体ごと空間に呑み込まれ消滅した。
レイ・No.シス
綾波クローン体の一人。0・0EVA（シス機）のパイロット。最後に生産された綾波クローン体で、発育年齢は7歳。
0G下での運用に特化して開発されたためか、メンタリティが不安定（幼女の外見に反して人格はハイティーン）。ミサトからは「チビ波」とも呼ばれる。
幼女の姿ではあるが腕は一流で、他のパイロットたちが不在となったNERV Japanに襲撃してきたエンジェルキャリアーを単独で撃退に成功している。
洞木ヒカリ
第3新東京市立第壱高等学校に通う17歳の少女。本作品ではシンジが級長となっているため、「委員長」とは呼ばれない。トウジとは相変わらずだが、3年間の間にキスをする関係にまで発展している。
各国のロンギヌススフィア攻撃失敗の巻き添えで姉のコダマを失う。その後ユーロ軍によって薬物洗脳処置を施され、EVA・EUROII・ウルトビーズのパイロットとしてNERV Japanの前に立ちはだかる。
洗脳解除後は自由の身となる選択肢もあったが、ウルトビーズの中にある魂の存在が気がかりとなっており（ヒカリ本人はアスカの母の魂の残滓と予想しているため）、洗脳などの処置を施されずに「協力者」としてユーロ軍に属している。
マリ
NERV USAのEVAパイロット。レイ・No.シスと同年齢程度の女児。
米国によって作られた動物の遺伝子融合体で、ヘッドセットの下に猫耳が生えている（人としての耳も別個に存在する）、融合した複数の生物と「一緒にいる」と語るなど不可解な言動を取っており、動物好きのNo.シスからは「羨ましい」と評されている。
ヱヴァンゲリヲン新劇場版:破に登場した真希波・マリ・イラストリアスと同名であり、イラストも彼女を幼くしたように描かれているが、両者の関連性は不明。

### NERV JAPANのメンバー
葛城ミサト
旧特務機関NERV 戦術作戦部作戦局第一課作戦課長。新NERV Japan司令代理から後に司令に就任。32歳。戦略自衛隊での階級は将補。人類補完計画の再始動を阻止すべく、崩壊しかけていた旧特務機関NERV本部を再編、より強固なNERV Japanへと改組した。進化した初号機に「スーパーエヴァンゲリオン」の名を与えた張本人。
鈴原トウジ
第3新東京市立第壱高等学校に通う17歳の少年。NERV JapanにてEVAのテスト機材の試験に協力。失った左手足に自身の細胞から培養した手足を移植する予定だったが、移植直前に第13使徒バルディエルの復活兆候が見られたため、機械式の義肢を移植している。後にチルドレンとのコミュニケーション能力を評価されて司令代理に就任。普段の階級は副司令。
相田ケンスケ
第3新東京市立第壱高等学校に通う17歳の少年。EVAのパイロットに選ばれなかった無念さから、NERV Japan情報部のエージェントに志願。加持と共にゼーレの動向を調査している。
伊吹マヤ
旧特務機関NERV 技術開発部技術局一課所属の本部オペレーター。新NERV Japan技術開発局先端技術部マネージャー。27歳。戦略自衛隊での階級は三佐。メガネをかけているが、これは元上司の赤木リツコのものらしい。
加持リョウジ
旧特務機関NERV 特殊監査部所属。新NERV Japan防諜部所属。ゼーレから量産機の侵攻計画を盗み、NERV本部へリークするなど、補完計画阻止の陰の立役者とも言える。ケンスケと共にゼーレの動向を追うが、ケンスケの失策からゼーレの罠にはまり、思考を上書きされゼーレに取り込まれてしまう。
本作品がテレビ版の世界から分岐を始めたのは量産型エヴァンゲリオン戦からなので本来はすでに死亡しているはずで、序盤でシンジが彼の畑を引き継いだことや髪型を模していることなどから死亡しているものとして描かれていたものと思われるが、後に（特に説明もなく）本編に登場した。
冬月コウゾウ
旧特務機関NERV 副司令。人類補完計画に密接に関わった人物として懲役刑を受けていたが、病気療養のため監視付きを条件に釈放される。その後は京都で形而上生物学の研究を再開していたが、NERV Japanに復帰。
日向マコト
旧特務機関NERV 戦術作戦部作戦局第一課所属の本部オペレーター。新NERV JapanにてEVAの戦闘官制を担当。
青葉シゲル
旧特務機関NERV 中央作戦司令部情報局第二課所属の本部オペレーター。新NERV JapanにてEVAの戦闘官制を担当。

### その他の人物
碇ゲンドウ
旧特務機関NERV 最高司令官。シンジの実父。補完計画が阻止された際、リリスの展開した謎の黒い結界に巻き込まれた。現在は生死不明。
碇ユイ
シンジの実母。レイの母体とされる人物。現在は名前のみ登場。

## 本編登場機体
初号機F型
F型以降のEVAはステージ2EVAと呼ばれる次世代型であり、初号機はその中でも最も早く改装された。「A.T.フィールド偏向制御運用実験機」の俗称であり、その名の通りA.T.フィールドを用いた機動性の強化が図られている他、複数の使徒級兵器に対抗すべく「インパクト･ボルト」と呼ばれる指向性電撃兵器が装備されている。この兵器は、A.T.フィールドを用いたエネルギーチャンバー内で超高出力の電撃をチャージ、目標に叩きつける武装である。
しかし、同機の建造に際してNERV本部の造反を予見していたゼーレは、大型火器の運用を限定的なものとするよう指示を出す。これによって手が大型化され、プログレッシブ･ダガー以外の兵装に対応できなくなった。これに対してNERV本部は、EVA輸送用アームに偽装して様々な改修キットを開発。要塞都市に偽装配備し、多数の兵装を装備できるように対策、量産機戦に実戦投入された。
スーパーエヴァンゲリオン
全高：約120メートル
重量約35,00～ - 0,00トン
S2機関対応型初号機の通称（葛城ミサトにより命名されており、その場にいたNERV Japanの全職員が脱力したという）。S・エヴァと略される。0・0EVA（カトル機）との戦いで大破した初号機F型が、自らの意思で身体構造と拘束具を作り変えて進化したステージ∞EVA。S2機関からのエネルギー変換・伝達効率を改善した量子ジャンプ素子を装備し、圧倒的な出力を得た。各部兵装ステーションはステージ2以降のEVAより導入されたレールシステムが採用され戦自の兵器との共通化が図られている。その後、飛行用のヴォルテックス装備が加わり、S・エヴァの全領域への展開が可能となった。
進化直前にシンジの肉体と魂を取り込んで以来、彼の第2の肉体とも呼べる存在となった。コアの中に溶け込んでいた碇ユイの魂は初号機の中から去り、現在はシンジがパイロットと制御役を兼任している。そのため、当初は「シンジが動くとS・エヴァが動く」という現象が起き、施設を壊してしまうなどのアクシデントが見られた。
地球に現れたアルマロスとの戦いの折、地球を貫通してきたロンギヌスの槍によって心臓を奪われてしまう。シンジともども死に瀕したが、洗脳状態を解除したヒカリが咄嗟の機転でウルトビーズにあるQRシグナムをS･エヴァに打ち込んだことで、それを心臓の代用として命を繋ぎとめることに成功する。しかし本来の心臓でないための出力の不安定さや、敵の力を流用することによる不安感などが残っている。
なお、スーパーエヴァンゲリオンは（現時点では）本機しか存在しないため、ステージ2EVAまでのように「初号機」といったナンバリングは行われていない。
ナイアール砲　EXW-038誘導砲
ソード袈裟羅 婆娑羅　SRM61aフィールドスプリッター、固有A.T.フィールドを形成する。SRM61b婆娑羅と対になっている。
大弓アズマテラス　時間停滞スフィアから発掘された大弓
(プログレッシブ・タガー)
エヴァンゲリオン最終号機
全高120メートル（？）
重量：約3,500トン
月からの剥離大地「ヨモツヒラサカ」を、S・エヴァが自らの心臓「高次元の窓」の暴走したエネルギー（サードインパクト）で受け止めた後のS・エヴァが、消失した「旧セントラルドグマ」で改修を受け、伊吹マヤの手によって最終調整が行われた最後のエヴァンゲリオン。サードインパクトのピークパワーである「ラスト0.82秒」分のエネルギーを、「時間制動」と呼称される「事象の地平線上に減速させた碇シンジの固有時間」でフルブレーキをかけてある。これは碇シンジの余命とも言えるが彼自身は現実の存在ではなくなり、エヴァが見る夢として存在している。ただ、現実での碇シンジは存在してないわけではなく最終号機内部にエントリープラグがありその内部に時間凍結された形で存在している（そのため、プラグの排出は不可能）。最終号機は「時間を限り無く止めているだけで実際は制御不能の光の巨人」のため、セカンドインパクトを起こした第一使徒アダムのように光の翼を伸ばすことも可能。
サードインパクトのパワーの制御には、伊吹マヤの手によって背部に取り付けられた4枚の肩パイロンからなる飛行ユニットのような拘束具で行う。これはS・エヴァの胸部拘束装甲「量子波動ミラー」と同じもので、パイロンが位置を変えることによってサードインパクトのパワーの使用量を調節する。

零号機F型
ステージ2EVA。再建中の零号機を中途で改造、右腕部位に対使徒兵器「天使の背骨」を装着した。そのため動力源となるA.T.フィールドを確保するため右腕と右足を切除、右足部位に簡易義足を装着したため自力での移動は難しく、狙撃専用機として運用されている。F型装備の排除はできないが、その重装甲と「天使の背骨」の超長距離射撃能力により、単機でのヤシマ作戦の再現が可能といわれている。
零号機F型・アレゴリカ
零号機F型に、後述の弐号機II式・アレゴリカと同様の装備を施したもの。シスが搭乗
零号機試製II式改・領域制圧機「0・0EVA」
ステージ2EVA。旧特務機関NERV本部攻防戦において鹵獲されたEVA量産機に試作零号機パーツを移植し、実用化した3機の機体。低軌道上に3機が位置し、常にどれかが第3新東京市上空に滞空し、大型γ線レーザー砲による全地球領域の即時狙撃網を構成している。EVA量産機より移植したS2機関を装備する。通称・ダモクレスの剣。
「0・0EVA」という名称は零重力運用型エヴァンゲリオン零号機の略称。
三機の0・0EVAのうちカトル機は何者かによる精神汚染を受け、軌道上から墜落。外装型のS2機関とγ線レーザーを内部に取り込み蜂のような有機的な様相に変成した。
弐号機II式
ステージ2EVA。旧特務機関NERV本部攻防戦で頭部を欠損したため、メインアイを四眼から双眼に換装。加えて、アスカの精神的成長と共に体躯を成長させた弐号機に合わせ、新型の拘束具と装甲を装着したもの。
出撃時はエネルギー供給を有線式のアンビリカルケーブルから無線式のメーザー送信に改め、背部には巨大なエネルギー受信装置「レクテナ」を装備する。
弐号機II式・アレゴリカ
月面のアルマロスを撃退するために改修された弐号機。飛行ユニットを兼ねる追加装備アレゴリカを搭載しており、その姿は神話のケンタウロスのような半人半馬となっている。戦闘時はアレゴリカユニットを切り離し、身軽な姿となって行動出来る。
改修時に破損していた視神経が回復し、以前のような四眼に戻っているが、宇宙・月面に対応したグレー系の塗装が施された。
長時間の単独行動に備え、エントリープラグ内部にわずかながらの生活スペースが設置されている。
アスカエヴァ統合体
月面でのアルマロスとの戦いの中で太古の生物たちの情報を植え付けられたアスカと弐号機が混ざり合い、一個の生命体と化した姿。
人としての情報を多く持ったデザインで、エヴァというよりも「エヴァのコスプレをした女巨人」といった方が適切な姿をしており、ヒップラインやヒール状のブーツなどから女性的な面が強い。長い髪はアレゴリカユニットが変貌したもので、単独での飛行が可能。エントリープラグなどは搭載されているが、その中にいたアスカは消滅している。装甲部分はアルマロスのそれと異なり、弐号機と同様の真紅に染め上げられている（これを見てシンジは「やっぱり赤が好きなんじゃないか」と口にしている）。そのスタイルに反して、行動は物を知らぬ赤子のようなもので、戦車やライトなどに興味を示しては玩具のように扱っている。前述の飛行能力とあわせ、NERV Japanのスタッフたちが手を焼く要因となっている。
便宜上の呼称として「クリムゾンA1」と名づけられているが、ヒカリから「アスカの自我を戻すため、アスカの名を呼んでほしい」といわれ、今ではどのスタッフもアスカとして扱っている。
マヤの指示の下で発掘された新装備の実験を行っていたが、突如海中から現れた黒い触手状の物体によって異空間へと引きずりこまれる。その後、装甲の一部が黒く変色したヴィクターの姿としてヒカリらの前に姿を現す。
エヴァンゲリオン・EUROII・ウルトビーズ
弐号機のテストベッドに用いられたボディを元に、N2リアクターなど、ケンスケからもたらされた弐号機アレゴリカの技術を一部流用して製造されたヨーロッパ製のEVA。ヒカリの搭乗機で、カラーリングは白。
エンジェルキャリヤーのQRシグナムなどの技術も使用されており、主武装のランスの先端からはA.T.フィールドの発生も可能。単体の戦力としては他のエヴァよりも劣るが、ユーロの地上部隊と連携をとることでS・エヴァを翻弄し、シンジを疲弊させることで勝利の一歩手前まで追い詰めたこともある。
機体の中からヒカリに聞こえる形で声が届けられ、それによってヒカリは洗脳状態を解除。統合体へと変貌したアスカを助けてほしいとの声から、その存在が本来の弐号機にあったアスカの母の魂の一部ではないかとヒカリは推測している。
現在は洗脳を解かれたヒカリが、NERV Japanのレイ・No.シス、NERV USAのマリと共にアルマロス戦への準備を整えている。
JA改
ジェットアローン(JA)の改造機。新型炉N2リアクターを実装。本編には設定文のみに登場。
戦略自衛隊・四式統合機兵「あかしま」
JAとVTOL機の両方の機能を有する後継機。陸戦では二足歩行戦車となり、空中では空中砲艦形態に変形し地面効果を得て飛行する。N2リアクター搭載。通常時はパイロットとガンナーの複座タイプ。
戦略自衛隊・Su-27改「プラティパス」
余剰となったSu-27フランカーに航空機搭載型のN2リアクターを装備、浮揚力場を使用して飛行する最新鋭戦闘機。その飛行技術はアレゴリカにも転用された。
三式試製メーザー砲車「閃竜」
戦略自衛隊で余剰となった高速装輪機動車を二両連結し、連結部にメーザー砲ターレット、後部にN2リアクターと共振筒を装着した試作車輌。本来は「コヒーレント・マイクロウェーブ投射砲機動車」という名称になる予定だったが、ミサトの「舌を噛みそう」の一言で単にメーザー砲車と呼ばれるようになった。
エンジェルキャリヤー
旧特務機関NERV本部攻防戦において捕縛され、その後行方不明になっていたEVA量産機の残骸をベースにしたと思われる機体。腹部に繭状のコンテナを有し、内部に使徒の一部を有しており、その力を利用できる（サキエルであれば閃光、レリエルであればディラックの海など）。さすまた状の武器が主兵装。
「QRシグナム」と呼ばれる、体表にある鱗状の機関がエネルギー源と目されている。
一部形状が異なる個体が複数存在し、エンジェルキャリヤーII、エンジェルキャリヤーIIIなどと呼称されている。IIはQRマグナムが両肩にあり、IIIは翼が生えている。
アルマロス
月面に現れた全身黒色、ゴシック調の装飾の謎のEVA。
頭部の形が初号機に酷似しており、頭部の背後には金色の輪が見られる。初号機と同じく双眼で、その体躯は1.5倍（＝約180メートル）と初号機などに比べると遥かに巨大。月面に突き刺さったオリジナルのロンギヌスの槍を変異させ、ロンギヌススフィアを発生させた。
補完計画を免れた人類を再び無に帰すよう行動しているが、本機そのものに意思のようなものは無い。そのため、敵であるエヴァらがQRシグナムを取り込んでいても、それに力を送り続けている。
ヴィクター（トーヴァート）
アルマロスの配下と思われる2体の黒い巨人。NERV Japanではヴィクター、NERV EUROではトーヴァートと呼称される。次元の窓を形成し、自在に出現する能力を持つ。
一体はS・エヴァとの戦いで消滅するが、もう一体はアルマロス討伐に向けて準備を整える人類の前に出現する。
二体目の心臓部にはS･エヴァから奪ったシンジの心臓が搭載されており、自らをシンジであるとして行動する。S・エヴァおよびシンジに対し「身体を返せ」と呼びかけている。また、アスカエヴァ統合体は心臓をシンジであると認識しており、それにより彼らの配下として行動している。

## 本編未登場機体
初号機CQB装備
本編の3年前（テレビシリーズ）において、来るべき量産機との戦いを有利に進めるために考案された近接戦闘用装備。テレビシリーズ時代の装備という想定であるため、ステージ2EVAではなくステージ1EVAに武装変更などを施した機体となっている。
都市内部での戦いを想定されており、ウェポンラックや頭部アンテナなどは短く切り詰められ、センサーやカメラ類を増設、装甲は使徒の構成材質を応用した軽量・強靭な新型材質に変更され、閉所を素早くすり抜けながら障害物を利用して戦いを有利に進めることに重点を置いている。
手持ち武装としてバヨネット付きハンドキャノン二丁を装備している。バヨネットの刀身に発生させたA.T.フィールドで敵機のフィールドを切り裂き、その隙間からキャノンを命中させて確実に仕留めるという戦法に用いられる。
実際にはゼーレの計画の遅延に加えステージ2EVAであるF型の開発が優先されたため、この装備が実戦投入されることはなかった。
初号機ステージ2・B型装備
S2機関を得た初号機（ステージ2EVA）に、使徒の戦闘から得た戦訓を元に開発した新型装甲や、戦略自衛隊の装備と互換性を持たせるための新型アタッチメント「レールシステム」を装備したバージョン。A.T.フィールドを用いた機動性の補助、F型装備との換装機能など様々な新機能を追加することは出来たが、S2機関の出力は想定以上のものであり、機動性を阻害すると懸念されていたF型装備を装備しても何ら問題はなかった。それに加えて、F型装備の方が強固なA.T.フィールドを常時展開し続けることが出来るために換装の必要はないと判断され、F型装備を常時装備することと決定し、B型装備は実戦投入されなかった。
弐号機F型
弐号機のF型装備は、インパクトボルトなどの特殊兵装を取り去り、純粋に装甲強化のための装備として設計された。2振りの大型曲刀を装備し格闘戦に主眼を置いた設計がなされている。
システムが単純であるために整備性は非常に良好で、現地で拘束具を変更することも可能といわれていたが、パイロットのシンクロ不調などの理由で調整がままならず、目されていた量産機戦への実戦投入はされなかった。
本編での弐号機（II式）は整備に手間取るが高性能なアレゴリカユニットと整備性の高い本装備とを選択して出撃できるようにする予定であったが、月面での戦いによって統合体へと変貌してしまったため、本装備は現時点では設定のみの存在となっている。

### 装備
天使の背骨
正式名称「沈下型領界侵攻銃（フィールドシンカー）」。浸食型に位相変位させたA.T.フィールドに重粒子を乗せ、その後に反発型のA.T.フィールドを展開。この時に発生する強烈な反発力によって重粒子を加速発射し、使徒などの発生するA.T.フィールドを瞬時に相殺・貫通撃破する、超長距離狙撃型の対フィールド兵器。
ビゼンオサフネ
マゴロク同様の大型の日本刀。長大な刀身は、エヴァが展開できるA.T.フィールドのぎりぎりの長さになるよう計算されている。本編では弐号機が主に使用する。
マゴロク・カウンターソード
A.T.フィールドを刃に展開可能としたステージ2仕様。それまでのものは刀身にフィールドが発生しなかったため、実戦使用されていない。
新型パレットライフル「パワードエイト」
新型のリニアガン。ステージ2以降のEVA用のレールマウントに対応。カービンタイプが運用中である。ロングバレルタイプはA.T.フィールド浸食能力が付加され、弐号機アレゴリカに搭載された。
ATFペネトレーター爆弾
弐号機アレゴリカに搭載された新型爆弾。N2爆弾の破壊力を収束し、A.T.フィールドを破壊、突破する。
新型兵装ビル「アーミングツリー」
スーパーエヴァンゲリオンの全武装を収納した新型兵装ビル。必要に応じて専用レールの上を移動し、S･エヴァの戦闘をサポートする。

## 用語
NERV JAPAN（ネルフジャパン）
特務機関NERV本部を組織解体し、その後再編された新組織。また、NERV Japanのマークは逆三角形を基本とした意匠に改められている。
アテンの鉄槌
超小型核爆弾を推進力とし、小惑星の質量そのものを武器とする。
ロンギヌススフィア
アルマロスの投擲したロンギヌスの槍が地球軌道上で変形。その後に、地球を覆う形でA.T.フィールドを発生、地球自体の圧縮を始めた。地球は大規模な地殻異常に見舞われ、世界各国で大地震が勃発するなどの被害が続発した。
箱舟
ガラス状の謎の物質で構成されている卵型の空間。黒き月にも見えなくもない。
人体の谷
アフリカにある、人類補完計画の跡と説明される谷。
リンゴの芯
地球シミュレーター、エデンなどと呼ばれる、「人類補完計画の実験地」。
リリス　時間停滞スフィア
碇ゲンドウや赤城リツコ等の旧NERVメンバーごとリリスを飲み込み、どこかに消えた。
ヨモツヒラサカ
月から剥がれ落ち、気づいたら地球の目の前まで迫っていた巨大な剥離大地。

## スタッフ
- 製作総指揮・メカデザイン・イラスト：山下いくと
- キャラクターデザイン：うたたねひろゆき
- ノベライズ：陰山琢磨
- 彩色：蘭宮涼
- 企画補佐・文芸：柏原康雄
- 協力：バンダイ
- 掲載：電撃ホビーマガジン
- 原作：カラー

## 書籍
- 新世紀エヴァンゲリオンANIMAヴィジュアルブック  ISBN 978-4-04-868526-9、2010年8月1日発売

題名が示すように、設定画とイラストの再録、バンダイから発売されたアクションフィギュア「超合金スーパーエヴァンゲリオン初号機」の紹介フォトが中心。小説の執筆者が山下に交代したことから第1章の全面的な書き直しが進められており、本書ではそのうちの2話が掲載されている。
- エヴァンゲリオン ANIMA 1 (DENGEKI HOBBY BOOKS)、山下いくと (著)、ISBN 978-4-04-893372-8、2017年11月30日発売
- エヴァンゲリオン ANIMA 2 (DENGEKI HOBBY BOOKS)、山下いくと (著)、ISBN 978-4-04-893456-5、2017年11月30日発売
- エヴァンゲリオン ANIMA 3 (DENGEKI HOBBY BOOKS)、山下いくと (著)、ISBN 978-4-04-893742-9、2018年3月17日発売
- エヴァンゲリオン ANIMA 4 (DENGEKI HOBBY BOOKS)、山下いくと (著)、ISBN 978-4-04-912120-9、2019年3月30日発売
- エヴァンゲリオン ANIMA 5 (DENGEKI HOBBY BOOKS)、山下いくと (著)、ISBN 978-4-04-912406-4、2019年3月30日発売

小説単行本。文章・イラスト共に全てに山下の手によるもののみが収録されている。